# Sonya Salomaa
Sonya Salomaa (nacida en 1974) es una actriz canadiense, conocida por sus actuaciones en The Collector y Durham County.

## Biografía
Nació en Sudbury, Ontario. Salomaa creció en Prince George, Columbia Británica y asistió a la Universidad del Norte de Columbia Británica para obtener una Licenciatura en Ciencias Forestales. En sus últimas vacaciones de verano, fue a Victoria para cantar y tocar la guitarra. Mientras estaba en Victoria, se interesó en la actuación. 

## Carrera
Salomaa, una canadiense finlandesa, apareció por primera vez en la pantalla en 2000. En 2005 asumió el papel de Maya Kandinski de Carly Pope en la serie dramática sobrenatural canadiense, The Collector. Ganó los premios Leo dos años seguidos como Mejor Actriz de Reparto. A esto le siguió una temporada en Durham County (2007) y recibió una nominación Leo por su papel de Traci Prager. En 2008, Salomaa volvió a asumir un papel, esta vez de Claudette Mink, del personaje Laura Nelson, miembro de la guardia costera en The Guard. También ha aparecido como estrella invitada en varios programas de televisión, incluidos Supernatural, Covert Affairs y Flashpoint. Fue una de las presentadoras de los premios Leo de 2010.
También ha actuado en numerosas películas, entre ellas la comedia de 2006, The Tooth Fairy, Shannen Doherty's Christmas Caper (2007) y Malibu Shark Attack de 2009. Salomaa protagonizó el drama canadiense de 2006 Black Eyed Dog, en el que una aspirante a cantante intenta aceptar el hecho de no haber seguido sus sueños, y fue la antagonista de Ties That Bind, junto a Brian Krause y Nicole De Boer. 

## Vida personal
Actualmente vive en Vancouver y está casada con Warren Christie.